# Expansão multipolar
Expansão multipolar é uma série representando uma função que depende de ângulos, geralmente os dois ângulos (polar e azimutal) de um Sistema esférico de coordenadas para o espaço euclidiano tridimensional, {\displaystyle \mathbb {R} ^{3}}. Assim como séries de Taylor, expansões em multipolo são úteis porque podem ser muitas vezes truncadas, de forma que utilizando-se apenas dos primeiros termos é possível obter uma boa aproximação da função original. A função expandida deve ser real ou complexa, e é comumente definida no {\displaystyle \mathbb {R} ^{3}}, mas pode ser definida também no {\displaystyle \mathbb {R} ^{n}}. 
Expansões multipolares são frequentemente usadas no estudo de campos eletromagnéticos e gravitacionais, onde campos em pontos distantes são calculados em termos de fontes em uma pequena região. A expansão multipolar com ângulos é frequentemente combinada com termos dependentes do raio. Tal combinação cria uma expansão descrevendo uma função em todo o espaço tridimensional.